# All My Eyes Are Open (Fallulah-album)
All My Eyes Are Open er det fjerde studiealbum af den dansk-rumænske sanger og sangskriver, Fallulah. 
Det udkom i to tempi, da albummets første fem numre udkom 7. juni 2019 på EP'en med titlen "All My Eyes Are Open, Pt. I".
Det fulde album udkom digitalt den 13. november 2020 og siden også på vinyl i LP-format den 7. april året 2021 hos La Boom Records.

## Spor
1. "Bloodline" - (03:24)
2. "Sunsets" - (02:57)
3. "Dysfunctional" - (03:27)
4. "All These Daydreams" - (02:53)
5. "God Bless You" - (03:00)
6. "Paper Route (Hurts To Be Loud)" - (04:01)
7. "Broken Soldier" - (03:48)
8. "Please Don't Move To La (Interlude)" - (00:44)
9. "Scared Of Love" - (02:24)
10. "Don't Die With Your Dreams" - (04:19)